# غزيم مورينا
غزيم مورينا (بالسلوفينية: Gëzim Morina)‏ مواليد 12 ديسمبر 1992 في جمهورية يوغوسلافيا الاشتراكية الاتحادية، هو لاعب كرة سلة سلوفيني. بدأ مسيرته الاحترافية في سنة 2010. يلعب في الدوري السلوفيني لكرة السلة كلاعب وسط. يحمل الرقم 13. يبلغ طوله 6 قدم 8 بوصة (2.0 م).

## المسيرة الاحترافية
لعب مع نادي أوليمبيا لكرة السلة من سنة 2010 إلى 2012، ثم لعب مع نادي دومجاله لكرة السلة من سنة 2012 إلى 2014، ثم لعب مع نادي بريشتينا لكرة السلة في موسم 2015–2016.

## روابط خارجية
- غزيم مورينا على موقع الاتحاد الدولي لكرة السلة (الإنجليزية)
- غزيم مورينا على موقع الدوري الأوروبي لكرة السلة (الإنجليزية)
- غزيم مورينا على موقع كرة السلة الأوروبية.كوم (الإنجليزية)
- غزيم مورينا على موقع ريلجم (الإنجليزية)
- غزيم مورينا على موقع بروبوليرز (الإنجليزية)
- غزيم مورينا على موقع سبورتس رفرنس (الإنجليزية)